# Stipa adoxa
Stipa adoxa là một loài thực vật có hoa trong họ Hòa thảo. Loài này được Klokov & Osychnyuk miêu tả khoa học đầu tiên năm 1976.